# أس نيفيس
بلدية أس نيفيس (بالإسبانية: As Neves) هي بلدية تقع في مقاطعة بونتيفيدرا التابعة لمنطقة غاليسيا شمال غرب إسبانيا.

## الديموغرافيا
يبلغ عدد سكان بلدية أس نيفيس 4.400 نسمة عام 2011 (وفقاً للمعهد الوطني للإحصاء الإسباني).
| 5.033 | 5.027 | 4.695 | 4.377 | 4.467 | 4.466 | 4.400 |

## أعلام
- ميشيل سالغادو
- مانويل غوميز غونزاليس